# Pristigenys
Pristigenys is een geslacht van straalvinnige vissen uit de familie van grootoogbaarzen (Priacanthidae). Het geslacht is voor het eerst wetenschappelijk beschreven in 1835 door Louis Agassiz.
Het bevat vijf bestaande soorten en één uitgestorven soort, Pristigenys substriata, die bekend is van fossielen gevonden in het Eoceen van Monte Bolca, Italië.
De bestaande soorten zijn geclassificeerd in het geslacht Pseudopriacanthus dat zowel Fishbase als de Catalog of Fishes behandelen als een synoniem van Pristigenys, maar recent werk heeft betoogd dat ze moeten worden gescheiden op basis van talrijke verschillen in het schedelgebied en de vinnen.

## Soorten
De volgende soorten zijn bij het geslacht ingedeeld:
- Pristigenys alta (Gill, 1862)
- Pristigenys meyeri (Günther, 1872)
- Pristigenys niphonia (Cuvier, 1829)
- Pristigenys refulgens (Valenciennes, 1862)
- Pristigenys serrula (Gilbert, 1891